# Station Seimsgrend
Seimsgrend is een halte in Seimsgrend in de gemeente Voss herad in Noorwegen.  In Seimsgrend stoppen alleen stoptreinen die rijden tussen Bergen en Myrdal.